# 고 노무현 전 대통령 국민장
고 노무현 전 대통령 국민장(故盧武鉉前大統領國民葬)은 대한민국 제16대 대통령이었던 노무현의 서거일 이틀 후인 2009년 5월 25일에 위원회가 결성된 뒤, 5월 29일까지 거행된 국민장이다. 당초 유족들은 가족장을 추진하였으나 전직 대통령에 대한 예우와 전 국민적인 추모열기로 국민장으로 치러졌다.

## 빈소 및 분향소 설치
5월 23일 서거한 노무현 제16대 대통령의 시신은 당일 오후 6시 30분 봉하마을 마을회관으로 옮겨져 빈소가 마련되었다. 임시 분향소에서 5월 23일 오후 10시부터 조문객을 맞았으며, 이튿날 마을회관 앞 광장에 공식 분향소가 세워졌다. 노무현 전 대통령의 서거 소식이 전해진 뒤 곳곳에서 추모객이 몰려 들었으며 5월 29일 국민장 기간이 끝날 때까지 100만명 이상의 추모객이 봉하마을 분향소를 방문하였다.
정부에서 세운 공식 분향소는 서울역사박물관을 비롯해 102개소에 마련되었으며 총 조문인원은 5월 29일 18시까지 98만 5331명에 달하였다.
시민들이 자발적으로 세운 분향소는 대한문 앞을 비롯해 알려진 것만 150여곳에 달하였다. 5월 29일 새벽까지 조문객은 500만여명에 달하였다.

## 장의위원회 구성
정부는 5월 23일 관계 국무위원 간담회를 개최해 국민장을 거행하기로 뜻을 모았고, 5월 24일 국무총리 주재로 임시 국무위원회의를 개최하여 국민장 거행을 의결하였다. 장의위원장은 관례에 따라 국무총리인 한승수가 선정되기로 하였으나 유가족 측이 공동위원장을 제의, 5월 25일 현직 국무총리 한승수와 전 국무총리 한명숙이 선정되었다. 장의위원은 전·현직 고위공무원, 사회지도층 인사, 유족이 추천한 친지 및 친분이 있는 인사 총 1,383명으로 구성되어 역대 최대 규모이다. 이와 함께 정부는 5월 27일 국민장 영결식을 5월 29일 경복궁 흥례문 앞 뜰에서 거행하기로 공고하였다.

## 장례식 과정

### 발인
2009년 5월 29일 오전, 공동 장의의원장인 문재인 전 비서실장과 한명숙 전 국무총리가 지켜보는 가운데 봉하마을 회관에서 발인식이 시작되었다. 노 대통령의 시신을 실은 관은 태극기로 치장되어 이송되었고, 운구 절차를 마친 뒤에는 안희정 민주당 최고의원, 이광재 의원, 강금원 창신섬유 회장 등의 측근 및 유족들과 함께 봉하마을 사저를 한 바퀴 돌며 노재를 지냈다. 오전 7시 40분, 많은 주민들과 지지자들의 애도 속에서 운구차량이 출발하였다. 주민들과 지지자들은 고 노무현 전 대통령을 대표하는 색깔인 노란 풍선과 종이 비행기를 운구차량에 날렸다. 주민들의 슬픔을 뒤로하고 고속도로를 5시간을 달려 경복궁 영결식장에 도착하였다.

### 영결식
영결식에는 이명박 대통령을 비롯한 김대중, 김영삼 전 대통령 등 장의의원 등 200여명이 참석한 상태로 경복궁 앞뜰에서 진행되었다. 공동 장의위원장을 맡은 한명숙 전 국무총리와 한승수 국무총리가 추도사를 낭독하였고, 기독교 - 천주교 - 불교 - 원불교 순으로 종교의식이 진행되었다. 천주교 종교의식이 진행될 때에는 노무현의 평생 멘토로 불렸던 송기인 신부가 의식을 집전하였다. 영결식 말미에는 헌화와 함께 7일간의 국민장 모습을 담은 추모영상이 상영되었다. 헌화가 진행되는 동안 김대중 전 대통령은 유족들의 손을 잡고 오열하였으며, 이명박 대통령이 헌화를 할 때는 민주당 소속 백원우 의원이 "어디서 조문을 해?" 라고 소리치며 달려나오다 경호관들에게 제지당하면서 소란이 빚어지기도 하였다.
영결식이 끝난 직후 영구차는 경복궁을 빠져나와 노제가 진행되고 있는 서울광장으로 향했다.

### 화장
노무현 전 대통령의 시신은 당초 예정보다 약 2시간여 늦게 경기도 수원 연화장에 도착해 화장되었다. 화장 후 수습된 유골은 고향인 경남 김해 봉화산의 정토원에 49재가 끝나고 매장되기 전까지 안치되었다. 노무현 전 대통령은 작은 비석을 세워 달라고 유언한바 있으며, 한때 국립묘지 안장 여론이 제기되기도 하였으나 결국 고인돌 형태의 묘소에 납골당 형태로 안장되었다.

### 안장식
영결식 후 유골은 봉하산 정토원에 임시 안치되었다.
2009년 6월 26일 국민장 장의위원회는 묘역 디자인에 대한 발표를 하였다. 노 전 대통령의 유골함을 납골묘 형태로 안장한 뒤, 그 위에 봉하산 너럭바위를 올리고 그 주변을 덮개로 덮는 방식이었다. 고인이 유서에 남긴 '아주 작은 비석'를 너럭바위로 대체한 것이다. 너럭바위에는 지관 스님이 쓴 '대통령 노무현' 6글자가 세겨졌고 너럭바위를 덮은 덮개에는 노 전 대통령의 생전 어록 중 하나인 '민주주의 최후의 보루는 깨어있는 시민의 조직된 힘입니다' 의 글귀가 적혔다. 글씨는 신영복 성공회대학교 석좌교수가 썼다.
2009년 7월 10일 49재에 맞춰 안장식이 거행되었다. 안장식에는 권양숙 여사와 아들 노건호씨, 노정연씨 등 유가족과 문재인 전 비서실장, 한명숙 전 총리 등 참여정부 인사들이 참석하였다. 구속 상태였던 이광재 전 의원은 국민장 때와 달리 구속정지를 받지 못해 참석하지 못했다. 추모 영상 상영과 간단한 제례 의식을 치른 뒤 노 전 대통령의 유골함이 안치되었다. 유골함 위에는 전국 8도에서 모아온 흙이 뿌려졌으며 KTV에서 방영된 <참여정부 5년의 기록> 다큐멘터리 CD와 추모 비디오가 함께 안장되었다. 유골함을 덮은 덮개에는 지관스님이 한문으로 쓴 '대한민국 16대 대통령 노무현, 1946~2009' 가 새겨졌다. 이 후 유골함을 덮은 덮개 위에 너럭바위가 올려졌고, 너럭바위 위에 신영복 선생의 글귀가 담긴 큰 덮개가 올려졌다. 조총발사와 제창을 마지막으로 영결식이 끝났으며, 노 전 대통령은 자신의 고향인 봉하마을에서 영면에 들어갔다.

## 시민 분향소와 관련한 논란

### 경찰의 분향소 강제 철거
경찰은 덕수궁 분향소에 조문가는 일반 시민들이 촛불을 켜 들고 이동하는 것을 '(사전에 신고되지 않은 불법) 시위로 발전할 우려가 있다'면서 제지하기도 하여 시민들의 지탄을 받았다. 또한 한편 시민분향소 주변을 시청 앞 서울광장을 전경 및 의경 버스로 둘러 막아 이곳에서의 추모 행사를 원천봉쇄하는 등 노무현 전 대통령에 대한 조문행렬을 잠재적 폭력시위대로 간주하여 시민들과 충돌을 벌이기도 했다.

### 국민행동본부의 분향소 파괴와 영정 강탈(절도)
6월 24일 오전 5시 30~40분경 국민행동 본부 50여명이 비공식 분향소를 파괴 및 강제철거하고 영정사진을 강탈(절도)했다. 국민행동본부는 고엽제 전우회와 함께 분향소를 철거했다고 밝혔다. 서정갑 본부장은 연합뉴스와의 전화통화에서 불법 시설물을 치운 것이라 잘못이 없다는 입장을 밝히고, 경찰이 이를 방치한 것은 직무유기라고 주장했다. 시민분향소 운영진은 오전 10시 30분 기자회견을 열어 분향소 파괴 및 철거와 영정 강탈을 규탄했으며, 49재가 끝나는 날까지 분향소를 운영할 것이라고 밝혔다. 서울특별시 중구청은 직원 30여명을 동원해 오후 2시 20분부터 50여분간 파괴된 분향소 잔해를 철거하였으며, 이 과정에서 시민 5명이 연행되었다. 그리고 이날 오후 8시 30분쯤 분향소 철거에 항의하는 시민들 28명이 연행되었다. 경찰은 분향소 파괴 관련자를 수사하겠다고 밝히고 서정갑을 불구속 입건했다. 한편 분향소를 파괴한 애국기동단 측은 경찰의 조사를 받은 뒤 표창장을 받아야 한다고 주장했다. 국민행동본부 등이 절도한 영정은 당일 오후 서울역 광장에서 열린 북핵도발 총궐기대회에서 서정갑의 연설도중 등장하였으며, 이후 영정은 택배편으로 봉하마을에 보내졌다. 서정갑은 한겨레21과의 인터뷰에서 '쓰레기를 청소한 것'이라는 입장을 밝히며 '공권력이 완수하지 못한 것을 우리가 한 것'이라고 주장했다. 또한 분향소 철거를 위해 사전답사를 하고 파트별 임무를 부여하는 등 계획적으로 추진하였다는 사실도 밝혔다.

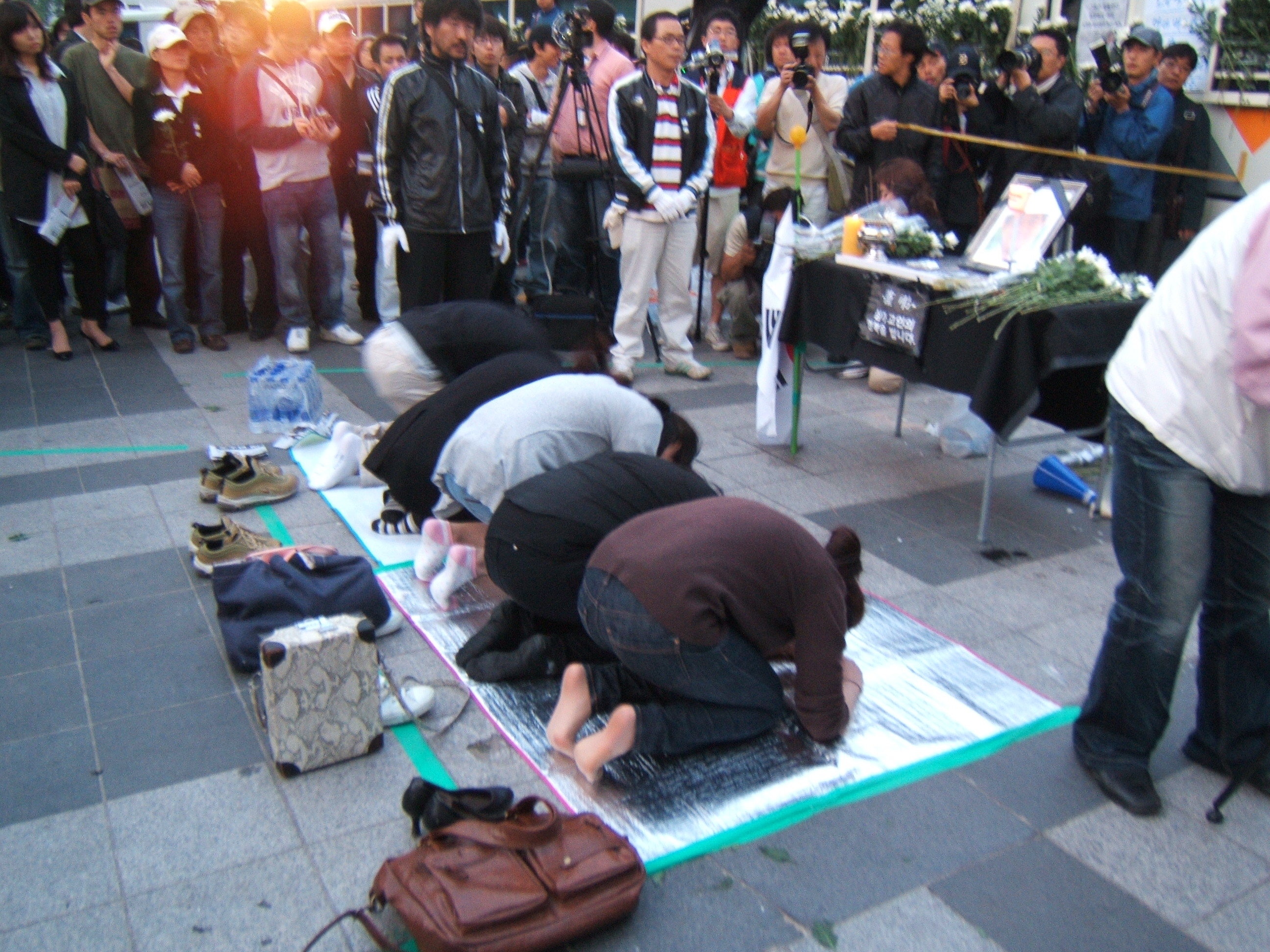
대한문 시민 분향소에서 고 노무현 전 대통령을 추모하는 시민들

## 같이 보기
- 노무현의 죽음과 장례